# Esentepe, Ondokuzmayıs
Esentepe là một xã thuộc huyện Ondokuzmayıs, tỉnh Samsun, Thổ Nhĩ Kỳ. Dân số thời điểm năm 2010 là 330 người.